# Anne-Honoré-Joseph Duveyrier
Anne-Honoré-Joseph Duveyrier, född den 13 december 1787 i Paris, död den 7 november 1865 i Marly-le-Roi (Yvelines), var en fransk dramatisk författare. Han var son till Honoré-Nicolas-Marie Duveyrier och halvbror till Charles Duveyrier.
Duveyrier var advokat, men lämnade 1814 statstjänsten för att helt och hållet ägna sig åt skriftställarverksamhet. Under pseudonymen Mélesville skrev han, ensam eller i förening med Scribe, Brazier, Carmouche, Bayard, sin yngre bror Charles med flera, inemot 300 teaterstycken, mest i Scribes stil: dramer, melodramer, komedier, vaudeviller och operalibretton, av vilka flera uppfördes med stort bifall.
Bland de av honom ensam författade styckena må nämnas: L'oncle rival (1811; "Farbrodren rival", uppförd 1844), La veille des noces (1817; "Dagen före bröllopet", uppförd 1822), Zampa, ou la fiancée de marbre (1831; "Zampa, eller marmorbruden", uppförd 1838, med musik av Hérold), La maison du rempart ou une journée de la Fronde (1833;, "Frondörerna, eller En dag under partistriderna i Paris 1649", uppförd 1835, med musik av A.F. Lindblad), La fille de Figaro (1843; "Figaros dotter", uppförd 1847), Le trompette de M. le prince (1846; "Prinsens trumpetare", uppförd 1861, musik av Bazin) och Une fièvre brûlante (1847; "Kärleksfebern", uppförd samma år). 
Tillsammans med Scribe författade han bland annat Les frères invisibles (1819; "De osynlige bröderna", uppförd 1828), Valérie (1823; "Valerie", 1824), La demoiselle à marier ou la Première entrevue (1826; "Första mötet", uppförd 1827; "Friarens besök", uppförd 1859), La seconde année ou A qui la faute? (1830; "Två års giftermål, eller Hvems är felet?", uppförd 1836) och Le chalet (1834; "Alphyddan", uppförd 1837, med musik av Adam).